# Нововодянська сільська рада (Добропільський район)
| Нововодянська сільська рада — колишній орган місцевого самоврядування у Добропільському районі Донецької області з адміністративним центром у с. Нововодяне. Сільській раді підпорядковані населені пункти: - с. Нововодяне - с. Благодать - с. Веселе Поле - с. Первомайське - с. Весна |

## Склад ради
Рада складається з 12 депутатів та голови.

## Керівний склад сільської ради
| ПІБ                       | Основні відомості                                                         | Дата обрання | Дата звільнення |
| ------------------------- | ------------------------------------------------------------------------- | ------------ | --------------- |
| Капля Михайло Олексійович | Сільський голова, 1952 року народження, освіта, член Партії регіонів      | 26.03.2006   | 31.10.2010      |
| Холод Олег Миколайович    | Сільський голова, 1966 року народження, освіта вища, член Партії регіонів | 31.10.2010   |                 |

Примітка: таблиця складена за даними джерела